# Fritz Ursell
Fritz Joseph Ursell FRS (Düsseldorf, 28 de abril de 1923 – Manchester, 11 de maio de 2012) foi um matemático britânico, conhecido por suas contribuições à mecânica dos fluidos, especialmente na área da interação fluido-estrutura. Foi professor da Cátedra Beyer de Matemática Aplicada da Universidade de Manchester de 1961 a 1990, foi eleito Membro da Royal Society em 1972 e aposentou-se em 1990.

## Educação
Ursell chegou na Inglaterra como um refugiado em 1937 da Alemanha. De 1941 a 1943 estudou no Trinity College, Universidade de Cambridge, obtendo o bacharelado em matemática.